# GRB 050509B
GRB 050509B – rozbłysk gamma zaobserwowany 9 maja 2005 przez satelitę Swift. Był to pierwszy krótkotrwały GRB, dla którego wykonano precyzyjne pomiary odnośnie do lokalizacji; były one na tyle dokładne, aby ustalić, iż miał on miejsce niedaleko galaktyki eliptycznej o przesunięciu ku czerwieni 0,225.
Odkrycie to było istotne, ponieważ potwierdza teorię, iż krótkotrwałe rozbłyski gamma są tworzone podczas takich zdarzeń, jak połączenie dwóch gwiazd neutronowych, lub połączenie gwiazdy neutronowej i czarnej dziury. Zanik orbity (spowodowany grawitacją) układów podwójnych gwiazd, w skład których wchodzą te obiekty, trwa prawdopodobnie przez setki milionów lat – tym samym rozbłyski gamma, powstające w ten sposób, mogą znajdować się w starych galaktykach (zwanych nieprawidłowo galaktykami „wczesnego typu”). Z kolei długotrwałe GRB, które powstają prawdopodobnie w wyniku zapadania się pojedynczej masywnej gwiazdy, mogą znajdować się w młodych galaktykach.